# Haliscera racovitzae
Haliscera racovitzae is een hydroïdpoliep uit de familie Halicreatidae. De poliep komt uit het geslacht Haliscera. Haliscera racovitzae werd in 1906 voor het eerst wetenschappelijk beschreven door Maas. 